# لدبرگ
لدبرگ (به لاتین: Ledeberg) یک منطقهٔ مسکونی در بلژیک است که در خنت واقع شده‌است. لدبرگ ۱٫۰۹ کیلومتر مربع مساحت و ۸٬۴۵۴ نفر جمعیت دارد.